# Grandes Bancos da Terra Nova

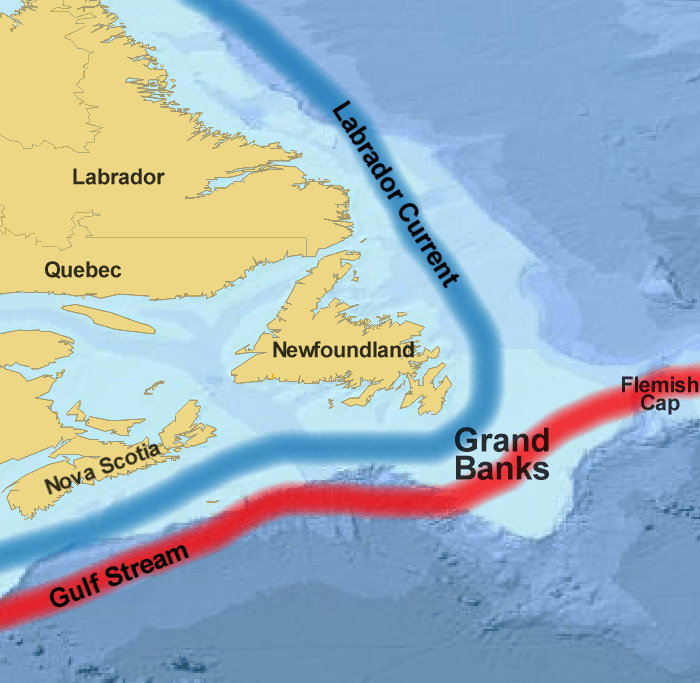
Mapa dos Grandes Bancos

Os Grandes Bancos são um grupo de planaltos submersos sitos a sueste da Terra Nova sobre a plataforma continental norte-americana. Naquelas zonas as águas têm apenas 25 a 100 m de profundidade. A presença da corrente fria do Labrador e a proximidade da corrente do Golfo levam à existência de boas condições de mistura nas águas, o que coloca em suspensão nutrientes que permitem uma grande produtividade primária na zona. Em resultado as águas são muito ricas em peixe, produzindo boas pescarias. Actualmente a zona sofre de sobrepesca, com algumas das espécies com maior interesse económico, nomeadamente o bacalhau em grande declínio, o que levou à aplicação de medidas fortemente restritivas à pesca.
A 640 km desse local é que estão localizados, a aproximadamente 4km de profundidade, os destroços resultantes do naufrágio do RMS Titanic ocasionado pela colisão com um iceberg na noite do dia 14 de abril de 1912.